# Soto del Barco (parroquia)
Soto del Barco es una parroquia del concejo homónimo del Principado de Asturias (España). Ocupa una extensión de 10,09 km² y alberga una población de 1534 habitantes.(INE 2009)

## Poblaciones
Según el nomenclátor de 2009 la parroquia está formada por las poblaciones de:
- San Juan de la Arena:
- Caseras (aldea): 126 habitantes.
- El Castillo (aldea): 85 habitantes.
- La Florida (aldea): 25 habitantes.
- Foncubierta (aldea): 100 habitantes.
- El Forcon (aldea): 0 habitantes.
- Llago (aldea): 151 habitantes.
- La Llana (casería): 5 habitantes.
- La Magdalena (aldea):	187 habitantes.
- La Marrona (casería): 17 habitantes.
- Rubines (casería): 128 habitantes.
- Soto (villa): 699 habitantes.
- La Imera (casería): 11 habitantes.